# Antonio Egon di Fürstenberg
Antonio Egon di Fürstenberg-Heiligenberg (Monaco di Baviera, 23 aprile 1654 – Wermsdorf, 10 ottobre 1716) fu principe di Fürstenberg-Heiligenberg.

## Biografia

### Infanzia
Era figlio del principe Ermanno Egon di Fürstenberg-Heiligenberg e di Francesca di Fürstenberg-Stühlingen.

### Principe di Fürstenberg-Heiligenberg
Nel 1674, alla morte del padre, divenne Principe di Fürstenberg-Heiligenberg insieme a Ferdinando Federico Egon di Fürstenberg-Heiligenberg. Nel 1676 mantenne il governo insieme al cugino Massimiliano Giuseppe di Fürstenberg-Heiligenberg.

### Matrimonio
Sposò nel 1677 Maria di Ligny che gli diede quattro figli.

### Morte
Morendo senza figli maschi, la linea si estinse e il principato venne ereditato dai principi Fürstenberg-Fürstenberg nel 1716.

## Discendenza
Il principe Antonio Egon e Maria di Ligny ebbero:
- Filippina Luisa (6 maggio 1680 - 16 febbraio 1706), che sposò il principe Louis de Gand;
- Francesco Giuseppe (1682 - 1690);
- Luisa (1683 - 1704), che sposò Charles de la Noe;
- Maria Luisa (1682 - 16 marzo 1749), che sposò Marie Jean Baptiste Colbert.

## Ascendenza
|                                                    |                                    |                                                  | Genitori                                           |  |  | Nonni |  |  | Bisnonni                                      |  |  | Trisnonni                                  |  |
|                                                    |                                    |                                                  |                                                    |  |  |       |  |  | Friederich, conte di Fürstenberg-Heiligenberg |  |  | Joachim, conte di Fürstenberg-Heiligenberg |  |
|                                                    |                                    |                                                  |                                                    |  |  |       |  |  | Friederich, conte di Fürstenberg-Heiligenberg |  |  | Joachim, conte di Fürstenberg-Heiligenberg |  |
|                                                    |                                    | Anna von Zimmern                                 |                                                    |  |  |       |  |  | Friederich, conte di Fürstenberg-Heiligenberg |  |  |                                            |  |
| Egon VIII, conte di Fürstenberg-Heiligenberg       |                                    |                                                  |                                                    |  |  |       |  |  | Friederich, conte di Fürstenberg-Heiligenberg |  |  |                                            |  |
|                                                    |                                    | Elisabeth von Sulz                               | Alwig II, conte di Sulz                            |  |  |       |  |  |                                               |  |  |                                            |  |
|                                                    |                                    | Elisabeth von Sulz                               | Alwig II, conte di Sulz                            |  |  |       |  |  |                                               |  |  |                                            |  |
|                                                    |                                    | Elisabeth von Sulz                               | Barbara von Helfenstein-Wiesensteig                |  |  |       |  |  |                                               |  |  |                                            |  |
| Hermann Egon, principe di Fürstenberg-Heiligenberg |                                    | Elisabeth von Sulz                               |                                                    |  |  |       |  |  |                                               |  |  |                                            |  |
|                                                    |                                    | Johann Georg, principe di Hohenzollern-Hechingen | Eitel Friedrich I, conte di Hohenzollern-Hechingen |  |  |       |  |  |                                               |  |  |                                            |  |
|                                                    |                                    | Johann Georg, principe di Hohenzollern-Hechingen | Eitel Friedrich I, conte di Hohenzollern-Hechingen |  |  |       |  |  |                                               |  |  |                                            |  |
|                                                    |                                    | Johann Georg, principe di Hohenzollern-Hechingen | Sibylle von Zimmern                                |  |  |       |  |  |                                               |  |  |                                            |  |
| Anna Maria von Hohenzollern-Hechingen              |                                    | Johann Georg, principe di Hohenzollern-Hechingen |                                                    |  |  |       |  |  |                                               |  |  |                                            |  |
|                                                    |                                    | Franziska von Salm-Neufville                     | Friedrich I, conte di Salm-Neufville               |  |  |       |  |  |                                               |  |  |                                            |  |
|                                                    |                                    | Franziska von Salm-Neufville                     | Friedrich I, conte di Salm-Neufville               |  |  |       |  |  |                                               |  |  |                                            |  |
|                                                    |                                    | Franziska von Salm-Neufville                     | Franziska von Salm                                 |  |  |       |  |  |                                               |  |  |                                            |  |
| Anton Egon, principe di Fürstenberg-Heiligenberg   |                                    | Franziska von Salm-Neufville                     |                                                    |  |  |       |  |  |                                               |  |  |                                            |  |
|                                                    | Christoph II, conte di Fürstenberg | Albrecht, conte di Fürstenberg                   |                                                    |  |  |       |  |  |                                               |  |  |                                            |  |
|                                                    | Christoph II, conte di Fürstenberg | Albrecht, conte di Fürstenberg                   |                                                    |  |  |       |  |  |                                               |  |  |                                            |  |
|                                                    | Christoph II, conte di Fürstenberg | Elisabeth, baronessa di Pernstejna               |                                                    |  |  |       |  |  |                                               |  |  |                                            |  |
| Friedrich Rudolf, conte di Fürstenberg-Stühlingen  | Christoph II, conte di Fürstenberg |                                                  |                                                    |  |  |       |  |  |                                               |  |  |                                            |  |
|                                                    |                                    | Dorothea Holicky ze Sternberka                   | Otokar Holicky ze Sternberka                       |  |  |       |  |  |                                               |  |  |                                            |  |
|                                                    |                                    | Dorothea Holicky ze Sternberka                   | Otokar Holicky ze Sternberka                       |  |  |       |  |  |                                               |  |  |                                            |  |
|                                                    |                                    | Dorothea Holicky ze Sternberka                   | Anna Raupowecz z Raupowa                           |  |  |       |  |  |                                               |  |  |                                            |  |
| Maria Franziska von Fürstenberg-Stühlingen         |                                    | Dorothea Holicky ze Sternberka                   |                                                    |  |  |       |  |  |                                               |  |  |                                            |  |
|                                                    |                                    | Johann Reinhard I, conte di Hanau-Lichtenberg    | Philipp V, conte di Hanau-Lichtenberg              |  |  |       |  |  |                                               |  |  |                                            |  |
|                                                    |                                    | Johann Reinhard I, conte di Hanau-Lichtenberg    | Philipp V, conte di Hanau-Lichtenberg              |  |  |       |  |  |                                               |  |  |                                            |  |
|                                                    |                                    | Johann Reinhard I, conte di Hanau-Lichtenberg    | Ludovica Margaretha von Zweibrücken-Bitsch         |  |  |       |  |  |                                               |  |  |                                            |  |
| Anna Magdalena von Hanau-Lichtenberg               |                                    | Johann Reinhard I, conte di Hanau-Lichtenberg    |                                                    |  |  |       |  |  |                                               |  |  |                                            |  |
|                                                    |                                    | Maria Elisabeth von Hohenlohe-Neuenstein         | Wolfgang II, conte di Hohenlohe-Weikersheim        |  |  |       |  |  |                                               |  |  |                                            |  |
|                                                    |                                    | Maria Elisabeth von Hohenlohe-Neuenstein         | Wolfgang II, conte di Hohenlohe-Weikersheim        |  |  |       |  |  |                                               |  |  |                                            |  |
|                                                    |                                    | Maria Elisabeth von Hohenlohe-Neuenstein         | Magdalena von Nassau-Dillenburg                    |  |  |       |  |  |                                               |  |  |                                            |  |
|                                                    |                                    | Maria Elisabeth von Hohenlohe-Neuenstein         |                                                    |  |  |       |  |  |                                               |  |  |                                            |  |